# Hypolestidae
Famille
Les Hypolestidae sont une famille de demoiselles (sous-ordre des Zygoptera, ordre des Odonata).

## Liste des genres et espèces
Selon World Odonata List :
- genre Hypolestes Gundlach, 1888
  - espèce Hypolestes clara (Calvert, 1891)
  - espèce Hypolestes hatuey Torres-Cambas, 2015
  - espèce Hypolestes trinitatis (Gundlach, 1888)